# Juan Bautista Picca
Juan Bautista Picca, militar argentino con actuación en la Revolución Libertadora y en la presidencia de Arturo Frondizi. Fue interventor nacional en la provincia de Santa Fe en 1955 y en la provincia de San Juan entre 1955 y 1956. Alcanzó el grado de teniente general hacia 1960.

## Biografía
Egresado del Colegio Militar promoción 56 como subteniente de infantería. Se graduó de oficial de Estado Mayor en la Escuela Superior de Guerra y ascendió a general de brigada.
Los primeros días de septiembre de 1955 fue brevemente interventor nacional en la provincia de Santa Fe. Entre octubre de 1955 y enero de 1956 estuvo igualmente designado interventor nacional en la provincia de San Juan.
Estuvo designado jefe del Estado Mayor de Coordinación entre agosto de 1959 y enero de 1963. Ascendió a general de división en diciembre de 1959. Un año más tarde ascendió a la jerarquía máxima (teniente general).